# 1. FC Haßfurt
Der 1. FC Haßfurt ist ein deutscher Fußball- und Tennisverein aus Haßfurt, der Kreisstadt des Landkreises Haßberge im bayerischen Regierungsbezirk Unterfranken. Er gehört im Fußball dem Regionalverband Süd bzw. dem Landesverband Bayern (Unterfranken, Spielkreis Schweinfurt) und im Tennis dem Bayerischen Tennisverband (Bezirk Unterfranken) an.

## Vereinsname
Gegründet wurde der Verein am 15. Januar 1917 als 1. FC Haßfurt. Im Jahre 1938 erfolgte die Fusion mit dem TV Haßfurt zur SpVgg Haßfurt, welche 1948 wieder in die zwei selbstständige Vereine 1. FC und TV aufgelöst wurde. Ab 1945 lautete die Bezeichnung für drei Jahre 1. FC Haßfurt-ASV.

## Fußball

### Spielklassen
Dem 1. FC Haßfurt gelang 1960 der Aufstieg in die 1. Amateurliga Nordbayern. Als Aufsteiger wurde in der Runde 1960/61 auch in dieser Klasse der Meistertitel geholt und damit in die Aufstiegsrunde zur II. Division Süd eingezogen. Die Unterfranken setzten sich gegen die Konkurrenten TSV Heusenstamm, Offenburger FV und den FV Kornwestheim durch und stiegen in die II. Division im Süden auf. In der Aufstiegsrunde wirkten auch bereits die späteren Amateurnationalspieler Heinz-Herbert Kreh (19 Länderspiele: 1962–66) und der A-Nationalspieler Ludwig Müller (6 Länderspiele: 1968–69) mit. In den Spielen um die Deutsche Amateurmeisterschaft 1961 scheiterte Haßfurt im Halbfinale bei Siegburg 04.
In der 18er-Staffel der II. Division Süd belegten die Rot-Schwarzen den 10. bzw. 14. Platz. Da nach der Saison 1962/63 nur die Ränge eins bis neun sich für die neue Regionalliga Süd ab der Runde 1963/64 qualifizierten, ging es für Haßfurt wieder in die Amateurliga Bayern zurück. Ludwig Müller, der Leistungsträger der Defensive, wechselte nach dem 3. Rang 1963/64 in der Bayernliga zum 1. FC Nürnberg in die Fußball-Bundesliga. Neun Jahre gehörte der 1. FC der Bayernliga an, ehe nach der Runde 1971/72 daraus der Abstieg erfolgte. 1976 wurde die Rückkehr in die Bayernliga gefeiert und nach zwei Jahren sogar die Meisterschaft in der höchsten Amateurklasse von Bayern. Aus wirtschaftlichen Gründen verzichteten die Unterfranken auf den Aufstieg in die 2. Bundesliga Süd. Der MTV Ingolstadt nahm ihren Platz ein.
In der Amateuroberliga Bayern holte Haßfurt in der Runde 1979/80 die Vizemeisterschaft hinter dem FC Augsburg und stieg im Jahr danach aus der Liga ab.

### Spielstätten
- Sportgelände an der Flutbrücke, 1918–1962
- Stadion an der Flutbrücke, ab 1962–2006
- Beständig-Stadion an der Flutbrücke, 2006–2016
- Stadion an der Flutbrücke, seit 2017

### Herausragende Spieler
- Erwin Albert, u. a. später bei Hertha BSC und für den SK Beveren (Belgien) Torschützenkönig in der 1. Liga 1979 (28 Toren)
- Heinz-Herbert Kreh, Amateurnationalspieler und DFB-Funktionär
- Ludwig Müller, A-Nationalspieler
- Martin Müller, 10 Spiele für die Länderpokal-Auswahl von Bayern (BFV), 2-maliger Länderpokalgewinner. 256 Spiele in der Bayernliga für FC Schweinfurt 05 und FC Bayern München Amateure.
- Willi Müller, 32 Spiele für die Länderpokal-Auswahl von Bayern (BFV)
- Rudi Oehm, Spieler in der 2. Liga Süd
- Tom Schütz, Profi bei Arminia Bielefeld

## Tennis
Die Tennisabteilung des 1. FC Haßfurt trägt ihre Mannschaftsspiele auf sechs Freiplätzen auf dem Sportgelände an der Flutbrücke aus. Die Abteilung hat 85 Mitglieder, davon 75 Erwachsene und zehn Jugendliche, 50 Spieler nehmen an den Mannschaftswettbewerben teil. Die Damen 60 Mannschaft spielt in der Bayernliga Nord und wurde 2017 dort Bayerischer Meister.